# Liga Nogometnog saveza područja Bjelovar 1974./75.
Liga Nogometnog saveza područja Bjelovar je bila liga petog stupnja nogometnog prvenstva Jugoslavije u sezoni 1974./75. Većinu klubova su činili dotadašnji članovi "Međupodsavezne lige Bjelovar – Daruvar – Virovitica". 
 
Sudjelovalo je 14 klubova, a prvak je bio "PIK Vrbovec". 

## Ljestvica
| mj. | klub                          | ut. | pob. | ner. | por. | gol+ | gol- | bod |
| --- | ----------------------------- | --- | ---- | ---- | ---- | ---- | ---- | --- |
| 1.  | PIK Vrbovec                   | 26  | 20   | 3    | 3    | 95   | 32   | 43  |
| 2.  | Graničar Đurđevac             | 26  | 18   | 4    | 4    | 97   | 27   | 40  |
| 3.  | Bjelovar                      | 26  | 18   | 2    | 6    | 78   | 35   | 38  |
| 4.  | Fenor Nova Rača               | 26  | 16   | 2    | 8    | 54   | 29   | 34  |
| 5.  | Pitomača                      | 26  | 13   | 5    | 8    | 61   | 35   | 31  |
| 6.  | Radnik Veliki Grđevac         | 26  | 14   | 2    | 10   | 84   | 77   | 30  |
| 7.  | Proleter Garešnički Brestovac | 26  | 12   | 5    | 9    | 67   | 59   | 29  |
| 8.  | Lasta Gudovac                 | 26  | 9    | 7    | 10   | 49   | 44   | 25  |
| 9.  | Tomsislav Žabno               | 26  | 9    | 3    | 14   | 48   | 76   | 21  |
| 10. | Mladost Hrastovac             | 26  | 9    | 2    | 15   | 53   | 67   | 20  |
| 11. | Mladost Ždralovi              | 26  | 5    | 6    | 15   | 34   | 64   | 16  |
| 12. | Garić Garešnica               | 26  | 5    | 3    | 18   | 34   | 73   | 13  |
| 13. | Hajduk Hercegovac             | 26  | 6    | 1    | 19   | 31   | 93   | 13  |
| 14. | Gramip Dubrava                | 26  | 5    | 1    | 20   | 37   | 117  | 11  |

- Žabno – tadašnji naziv za Sveti Ivan Žabno

## Rezultatska križaljka
| kratica | klub                          | BJE | FEN | GAR | GRAM | GRAN | HAJ | LAS | MLAH | MLAŽ | PIK | PIT | PRO | RAD | TOM |
| --- | ----------------------------- | --- | --- | --- | ---- | ---- | --- | --- | ---- | ---- | --- | --- | --- | --- | --- |
| BJE | Bjelovar                      |     |     |     |      |      |     |     |      |      |     |     |     |     |     |
| FEN | Fenor Nova Rača               |     |     |     |      |      |     |     |      |      |     |     |     |     |     |
| GAR | Garić Garešnica               |     |     |     |      |      |     |     |      |      |     |     |     |     |     |
| GRAM | Gramip Dubrava                |     |     |     |      |      |     |     |      |      |     |     |     |     |     |
| GRAN | Graničar Đurđevac             |     |     |     |      |      |     |     |      |      |     |     |     |     |     |
| HAJ | Hajduk Hercegovac             |     |     |     |      |      |     |     |      |      |     |     |     |     |     |
| LAS | Lasta Gudovac                 |     |     |     |      |      |     |     |      |      |     |     |     |     |     |
| MLAH | Mladost Hrastovac             |     |     |     |      |      |     |     |      |      |     |     |     |     |     |
| MLAŽ | Mladost Ždralovi              |     |     |     |      |      |     |     |      |      |     |     |     |     |     |
| PIK | PIK Vrbovec                   |     |     |     |      |      |     |     |      |      |     |     |     |     |     |
| PIT | Pitomača                      |     |     |     |      |      |     |     |      |      |     |     |     |     |     |
| PRO | Proleter Garešnički Brestovac |     |     |     |      |      |     |     |      |      |     |     |     |     |     |
| RAD | Radnik Veliki Grđevac         |     |     |     |      |      |     |     |      |      |     |     |     |     |     |
| TOM | Tomsislav Žabno               |     |     |     |      |      |     |     |      |      |     |     |     |     |     |
| |                               |     |     |     |      |      |     |     |      |      |     |     |     |     |     |
| podebljan rezultat - utakmice od 1. do 13. kola (1. utakmica između klubova) rezultat normalne debljine - utakmice od 14. do 26. kola (2. utakmica između klubova) rezultat nakošen - nije vidljiv redoslijed odigravanja međusobnih utakmica iz dostupnih izvora rezultat smanjen * - iz dostupnih izvora nije uočljiv domaćin susreta prekrižen rezultat - poništena ili brisana utakmica p - utakmica prekinuta 3:0 p.f. / 0:3 p.f. - rezultat 3:0 bez borbe n.i. - nije igrano |                               |     |     |     |      |      |     |     |      |      |     |     |     |     |     |

 Izvori:

## Unutarnje poveznice
- Zagrebačka zona 1974./75.